# 778 (číslo)
Sedm set sedmdesát osm je přirozené číslo. Následuje po čísle sedm set sedmdesát sedm a předchází číslu sedm set sedmdesát devět. Římskými číslicemi se zapisuje DCCLXXVIII a řeckými číslicemi ψοη.

## Matematika
778 je:
- Deficientní číslo
- Poloprvočíslo
- Nešťastné číslo

## Astronomie
- (778) Theobalda je planetka hlavního pásu, kterou objevil v roce 1914 Franz Kaiser

## Roky
- 778
- 778 př. n. l.